# Marcha del Orgullo LGBT de Dili

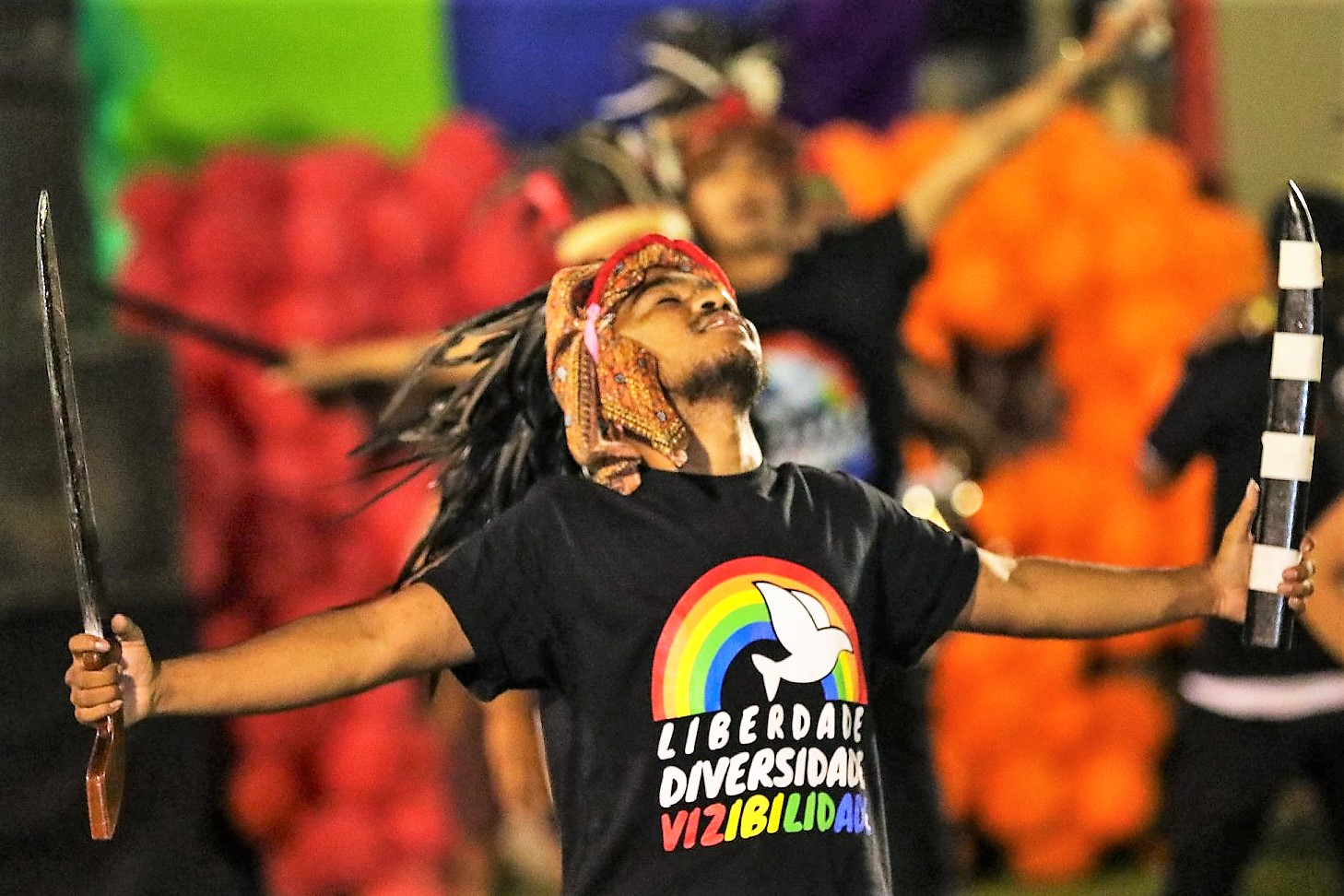
Manifestante durante la marcha de 2019

La Marcha del Orgullo LGBT de Dili es un evento anual celebrado desde 2017 en la ciudad de Dili, capital de Timor Oriental. Consiste en una manifestación con un desfile que busca visibilizar y abogar por los derechos del colectivo LGBT, es decir, de lesbianas, gais, bisexuales y transexuales en el país del Sudeste Asiático. 

## Historia
El 29 de junio de 2017 y luego de quince años de la independencia del país, un grupo de alrededor de quinientas personas, entre ellos miembros de la comunidad LGBT en compañía de heteroaliados, principalmente familiares y amigos heterosexuales que los apoyaban, desplegaron una bandera LGBT gigante y marcharon por el centro de la ciudad, con pancartas y lienzos alusivos al mismo tema por alrededor. Asimismo, la presencia de algunas monjas católicas fue destacada por la prensa, siendo una de ellas una reconocida activista por los derechos LGBT en el país, quien ofició una oración para dar inicio al evento y se ha vuelto parte de las actividades de cada año. Para dicha ocasión, el Presidente de la República, Francisco Guterres, emitió un comunicado en apoyo a la manifestación. Por su parte, el Primer Ministro, Rui Maria de Araújo, realizó un llamado a aceptar las diferencias en la orientación sexual de los ciudadanos adultos, aseverando:

"La discriminación, la falta de respeto y el abuso hacia las personas por su orientación sexual o identidad de género no proporciona ningún beneficio a nuestra nación"... "Permitir que todos los ciudadanos contribuyan al desarrollo de Timor Oriental aprovechará al máximo la independencia por la que todos luchamos".
Rui Maria de Araújo

Pese a la posición oficial de la Iglesia católica en Timor Oriental, la religión mayoritaria profesada en el país, de oponerse a permitir el matrimonio entre personas del mismo sexo y de equiparar otros derechos otorgados a heterosexuales para la diversidad sexual, se han visto acciones y señales de apoyo dentro del clero a nivel individual que han sido significativos para la opinión pública.
Para la segunda versión de la marcha de 2018 se contabilizaron alrededor de 1.500 manifestantes, tres veces más que su primera versión. Al año siguiente, los asistentes se duplicaron con cerca de tres mil manifestantes.
En 2022, la marcha culminó frente al Palacio presidencial Nicolau Lobato, momento en el cual el presidente Jose Ramos-Horta fue a recibir a los manifestantes. Para dicha ocasión, el mandatario exhortó a los heterosexuales timorenses de que Timor Oriental debe ser «un ejemplo de tolerancia y respeto hacia los hijos y hermanos que pertenezcan a esta comunidad [LGBT]».

## Enlaces
- Wikimedia Commons alberga una categoría multimedia sobre Marcha del Orgullo LGBT de Dili.

- Datos: Q122891384
- Multimedia: LGBT pride in Dili / Q122891384